# Far beyond the call of duty
Far beyond the call of duty is een lied dat geschreven is door het Amerikaanse schrijversduo Roger Greenaway en Roger Cook. Het is geschreven in een marsritme.
Het lied werd voor het eerst uitgebracht bij Sunshine Records, toen de Australische zanger Normie Rowe hem in augustus 1967 op zijn maxi-single Normie's new 4 zette. Rowe had in de jaren zestig een idoolstatus in Australië. Op de voorkant had hij de nummers Could it be / Funny bone staan. In 1999 kwam het nummer nog eens terug op een dubbel-cd met de naam The early anthology.
De Nederlandse band The Cats bracht het nummer in oktober 1967 uit op hun eerste elpee Cats as cats can en enkele jaren later op Times were when (1972); beide albums behaalden de goudstatus. In 2014 werd het nummer nogmaals in een geremasterde versie op Complete uitgebracht, een beperkte uitgave van 1000 stuks tijdens het 50-jarige bestaan van The Cats. De versie van The Cats werd gezongen door Cees Veerman.
Het nummer is een liefdeslied waarin de zanger verklaart meer te zullen doen voor zijn geliefde dan van hem verwacht kan worden. In de eerste zin van het lied verwoordt hij dat als: "Far beyond the call of duty, I will give my love to you."